# Töfsingdalens nationalpark
Töfsingdalens nationalpark är en nationalpark inom Långfjällets naturreservat i Idre socken i Älvdalens kommun, Dalarnas län.
Töfsingdalens nationalpark bildades redan 1930. Här växer en gammal tallskog i en storblockig och mycket svårframkomlig terräng, långt från närmaste bilväg. Därför är Töfsingdalen förmodligen Sveriges minst besökta nationalpark.
Tillsammans med intilliggande skyddade områden - Rogen i Härjedalen och Femundmarka i Norge - bildas Gränslandet, ett stort område med höga naturvärden som även har stor betydelse för friluftslivet.
Många av områdets träd är upp emot 500 år gamla och skogen är silvergrå av alla döda, liggande och stående träd i sluttningarna. På många av urskogens träd växer den sällsynta och giftiga varglaven. Skogen längs Töfsingån, som här domineras av gran, är mycket frodig och tack vare den rika berggrunden även örtrik. Här kan man finna växterna Kung Karls spira, tibast och vitsippsranunkel, vilken är väldigt ovanlig.
Den storblockiga terrängen gör det svårvandrat utanför leden. Terrängen gynnar de mer folkskygga djuren. Här finns björn, järv, varg och kungsörn. Nationalparken kan nås från någon av vandringslederna från Grövelsjön eller Storån.